# Lista de municípios de Portugal por população
Esta é uma lista de municípios de Portugal por população, segundo o anual indicador da estimativa da população de 2024 feita pelo Instituto Nacional de Estatísticas. Os 308 municípios portugueses são divididos entre as 25 sub-regiões e as 7 regiões nacionais, a densidade populacional de cada município e a área que totaliza.

## Características

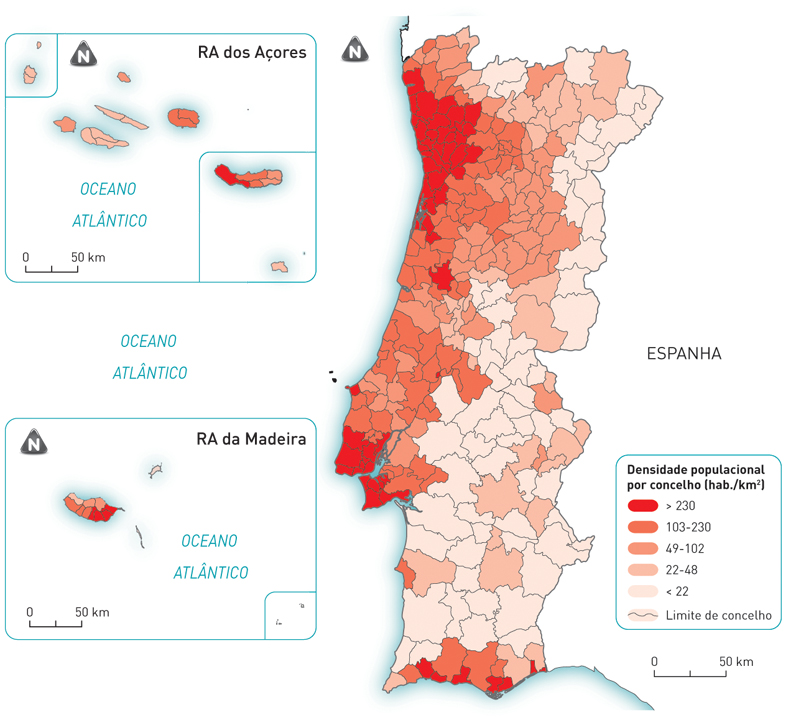
Densidade populacional por município em Portugal

### Concentração populacional
Em Portugal existem 308 municípios, dos quais:
- 1 município tem mais de meio milhão de habitantes (575.739 habitantes);
- 2 municípios têm população entre 300 mil e 500 mil habitantes (713.931 habitantes);
- 4 municípios têm população entre 200 mil e 300 mil habitantes (888.422 habitantes);
- 19 municípios têm população entre 100 mil e 200 mil habitantes (2.783.169 habitantes);
- 31 municípios têm população entre 50 mil e 100 mil habitantes (2.092.442 habitantes);
- 32 municípios têm população entre 30 mil e 50 mil habitantes (1.291.930 habitantes);
- 33 municípios têm população entre 20 mil e 30 mil habitantes (799.125 habitantes);
- 64 municípios têm população entre 10 mil e 20 mil habitantes (921.494 habitantes);
- 122 municípios têm menos de 10 mil habitantes (683.383 habitantes)

Cerca de 65.62 % da população nacional, 7.053.703 habitantes, moram nos 57 municípios com mais de 50.000 habitantes, cerca de 18.51 % de todos os municípios nacionais. Enquanto existem 122 municípios, cerca de 39 % de todos os municípios nacionais, com uma população inferior a 10.000 habitantes, totalizando 683.383 habitantes, cerca de 6.36 % da população nacional.

## Lista dos municípios mais populosos
| N.º | Município | Município                   | População (2024) | Variação (Censo 2021-2024) | Distrito | Sub-região                  | Região               |
| --- | --------- | --------------------------- | ---------------- | -------------------------- | -------- | --------------------------- | -------------------- |
| 1   |           | Lisboa                      | 575.739          | 5,49 %                     | Lisboa   | Grande Lisboa               | Grande Lisboa        |
| 2   |           | Sintra                      | 400.947          | 3,98 %                     | Lisboa   | Grande Lisboa               | Grande Lisboa        |
| 3   |           | Vila Nova de Gaia           | 312.984          | 3.01 %                     | Porto    | Área Metropolitana do Porto | Norte                |
| 4   |           | Porto                       | 252.687          | 9,01 %                     | Porto    | Área Metropolitana do Porto | Norte                |
| 5   |           | Cascais                     | 222.339          | 3,84 %                     | Lisboa   | Grande Lisboa               | Grande Lisboa        |
| 6   |           | Loures                      | 209.877          | 4,11 %                     | Lisboa   | Grande Lisboa               | Grande Lisboa        |
| 7   |           | Braga                       | 203.519          | 5,27 %                     | Braga    | Cávado                      | Norte                |
| 8   |           | Almada                      | 183.643          | 3,61 %                     | Setúbal  | Península de Setúbal        | Península de Setúbal |
| 9   |           | Amadora                     | 181.607          | 5,92 %                     | Lisboa   | Grande Lisboa               | Grande Lisboa        |
| 10  |           | Matosinhos                  | 181.046          | 4,92 %                     | Porto    | Área Metropolitana do Porto | Norte                |
| 11  |           | Oeiras                      | 177.866          | 3,62 %                     | Lisboa   | Grande Lisboa               | Grande Lisboa        |
| 12  |           | Seixal                      | 176.883          | 6,23 %                     | Setúbal  | Península de Setúbal        | Península de Setúbal |
| 13  |           | Gondomar                    | 169.388          | 3,12 %                     | Porto    | Área Metropolitana do Porto | Norte                |
| 14  |           | Guimarães                   | 156.513          | 0,20 %                     | Braga    | Ave                         | Norte                |
| 15  |           | Odivelas                    | 156.278          | 5,57 %                     | Lisboa   | Grande Lisboa               | Grande Lisboa        |
| 16  |           | Coimbra                     | 146.899          | 4,32 %                     |          | Região de Coimbra           | Centro               |
| 17  |           | Maia                        | 144.664          | 7,18 %                     | Porto    | Área Metropolitana do Porto | Norte                |
| 18  |           | Vila Franca de Xira         | 140.711          | 2,31 %                     | Lisboa   | Grande Lisboa               | Grande Lisboa        |
| 19  |           | Santa Maria da Feira        | 140.568          | 2,85 %                     | Aveiro   | Área Metropolitana do Porto | Norte                |
| 20  |           | Vila Nova de Famalicão      | 136.704          | 2,37 %                     | Braga    | Ave                         | Norte                |
| 21  |           | Leiria                      | 136.006          | 5,76 %                     |          | Região de Leiria            | Centro               |
| 22  |           | Setúbal                     | 124.339          | 0,68 %                     | Setúbal  | Península de Setúbal        | Península de Setúbal |
| 23  |           | Barcelos                    | 116.959          | 0,18 %                     | Braga    | Cávado                      | Norte                |
| 24  |           | Funchal                     | 108.129          | 2,22 %                     |          | Madeira                     | Madeira              |
| 25  |           | Viseu                       | 103.502          | 3,97 %                     |          | Viseu Dão-Lafões            | Centro               |
| 26  |           | Valongo                     | 101.464          | 7,17 %                     | Porto    | Área Metropolitana do Porto | Norte                |
| 27  |           | Mafra                       | 91.248           | 5,47 %                     | Lisboa   | Grande Lisboa               | Grande Lisboa        |
| 28  |           | Torres Vedras               | 89.526           | 7,77 %                     |          | Oeste                       | Centro               |
| 29  |           | Aveiro                      | 88.154           | 8,89 %                     |          | Região de Aveiro            | Centro               |
| 30  |           | Viana do Castelo            | 86.975           | 1,40 %                     |          | Alto Minho                  | Norte                |
| 31  |           | Paredes                     | 86.560           | 2,62 %                     | Porto    | Área Metropolitana do Porto | Norte                |
| 32  |           | Vila do Conde               | 85.871           | 6,24 %                     | Porto    | Área Metropolitana do Porto | Norte                |
| 33  |           | Barreiro                    | 81.131           | 3,56 %                     | Setúbal  | Península de Setúbal        | Península de Setúbal |
| 34  |           | Loulé                       | 75.764           | 4,74 %                     |          | Algarve                     | Algarve              |
| 35  |           | Palmela                     | 74.462           | 8,15 %                     | Setúbal  | Península de Setúbal        | Península de Setúbal |
| 36  |           | Penafiel                    | 70.421           | 1,14 %                     |          | Tâmega e Sousa              | Norte                |
| 37  |           | Moita                       | 70.399           | 6,25 %                     | Setúbal  | Península de Setúbal        | Península de Setúbal |
| 38  |           | Faro                        | 70.347           | 4,03 %                     |          | Algarve                     | Algarve              |
| 39  |           | Ponta Delgada               | 69.038           | 2,69 %                     |          | Açores                      | Açores               |
| 40  |           | Póvoa de Varzim             | 68.459           | 6,54 %                     | Porto    | Área Metropolitana do Porto | Norte                |
| 41  |           | Santo Tirso                 | 67.713           | 0,01 %                     | Porto    | Área Metropolitana do Porto | Norte                |
| 42  |           | Oliveira de Azeméis         | 67.471           | 1,96 %                     | Aveiro   | Área Metropolitana do Porto | Norte                |
| 43  |           | Portimão                    | 64.466           | 7,72 %                     |          | Algarve                     | Algarve              |
| 44  |           | Santarém                    | 61.664           | 5,12 %                     |          | Lezíria do Tejo             | Alentejo             |
| 45  |           | Figueira da Foz             | 61.397           | 4,15 %                     |          | Região de Coimbra           | Centro               |
| 46  |           | Montijo                     | 60.612           | 8,85 %                     | Setúbal  | Península de Setúbal        | Península de Setúbal |
| 47  |           | Alcobaça                    | 57.973           | 5,47 %                     |          | Oeste                       | Centro               |
| 48  |           | Ovar                        | 57.680           | 4,96 %                     |          | Região de Aveiro            | Centro               |
| 49  |           | Sesimbra                    | 56.576           | 8,00 %                     | Setúbal  | Península de Setúbal        | Península de Setúbal |
| 50  |           | Paços de Ferreira           | 56.071           | 0,86 %                     |          | Tâmega e Sousa              | Norte                |
| 51  |           | Felgueiras                  | 55.223           | 1,12 %                     |          | Tâmega e Sousa              | Norte                |
| 52  |           | Caldas da Rainha            | 55.206           | 8,44 %                     |          | Oeste                       | Centro               |
| 53  |           | Évora                       | 53.908           | 0,62 %                     |          | Alentejo Central            | Alentejo             |
| 54  |           | Castelo Branco              | 53.342           | 2,05 %                     |          | Beira Baixa                 | Centro               |
| 55  |           | Pombal                      | 52.573           | 2,74 %                     |          | Região de Leiria            | Centro               |
| 56  |           | Amarante                    | 52.169           | 0,10 %                     |          | Tâmega e Sousa              | Norte                |
| 57  |           | Vila Real                   | 50.043           | 0,95 %                     |          | Douro                       | Norte                |
| 58  |           | Marco de Canaveses          | 49.501           | 0,08 %                     |          | Tâmega e Sousa              | Norte                |
| 59  |           | Alenquer                    | 49.474           | 11,32 %                    |          | Oeste                       | Centro               |
| 60  |           | Albufeira                   | 48.807           | 10,51 %                    |          | Algarve                     | Algarve              |
| 61  |           | Vila Verde                  | 48.701           | 4,86 %                     | Braga    | Cávado                      | Norte                |
| 62  |           | Lousada                     | 48.652           | 2,72 %                     |          | Tâmega e Sousa              | Norte                |
| 63  |           | Fafe                        | 48.420           | 0,16 %                     | Braga    | Ave                         | Norte                |
| 64  |           | Águeda                      | 47.727           | 3,49 %                     |          | Região de Aveiro            | Centro               |
| 65  |           | Ourém                       | 46.988           | 5,50 %                     |          | Médio Tejo                  | Centro               |
| 66  |           | Covilhã                     | 46.606           | 0,33 %                     |          | Beiras e Serra da Estrela   | Centro               |
| 67  |           | Olhão                       | 45.452           | 1,88 %                     |          | Algarve                     | Algarve              |
| 68  |           | Santa Cruz                  | 44.816           | 6,28 %                     |          | Madeira                     | Madeira              |
| 69  |           | Ílhavo                      | 43.210           | 10,13 %                    |          | Região de Aveiro            | Centro               |
| 70  |           | Marinha Grande              | 41.773           | 7,04 %                     |          | Região de Leiria            | Centro               |
| 71  |           | Ponte de Lima               | 41.066           | 0,24 %                     |          | Alto Minho                  | Norte                |
| 72  |           | Silves                      | 40.309           | 6,73 %                     |          | Algarve                     | Algarve              |
| 73  |           | Trofa                       | 40.294           | 4,53 %                     | Porto    | Área Metropolitana do Porto | Norte                |
| 74  |           | Guarda                      | 40.046           | 0,18 %                     |          | Beiras e Serra da Estrela   | Centro               |
| 75  |           | Esposende                   | 37.722           | 7,37 %                     | Braga    | Cávado                      | Norte                |
| 76  |           | Chaves                      | 32.322           | 0,71 %                     |          | Alto Tâmega                 | Norte                |
| 77  |           | Tomar                       | 37.039           | 1,72 %                     |          | Médio Tejo                  | Centro               |
| 78  |           | Bragança                    | 35.581           | 2,89 %                     |          | Terras de Trás-os-Montes    | Norte                |
| 79  |           | Cantanhede                  | 35.399           | 3,47 %                     |          | Região de Coimbra           | Centro               |
| 80  |           | Lagos                       | 35.241           | 5,22 %                     |          | Algarve                     | Algarve              |
| 81  |           | Torres Novas                | 34.986           | 2,57 %                     |          | Médio Tejo                  | Centro               |
| 82  |           | Beja                        | 33.954           | 1,68 %                     |          | Baixo Alentejo              | Alentejo             |
| 83  |           | Odemira                     | 33.866           | 14,65 %                    |          | Alentejo Litoral            | Alentejo             |
| 84  |           | Abrantes                    | 33.770           | 1,63 %                     |          | Médio Tejo                  | Centro               |
| 85  |           | Angra do Heroísmo           | 33.701           | 0,21 %                     |          | Açores                      | Açores               |
| 86  |           | Câmara de Lobos             | 33.243           | 3,36 %                     |          | Madeira                     | Madeira              |
| 87  |           | Benavente                   | 33.131           | 11,52 %                    |          | Lezíria do Tejo             | Alentejo             |
| 88  |           | Espinho                     | 32.736           | 5,45 %                     | Aveiro   | Área Metropolitana do Porto | Norte                |
| 89  |           | Ribeira Grande              | 32.397           | 3,21 %                     |          | Açores                      | Açores               |
| 90  |           | Lourinhã                    | 28.978           | 10,43 %                    |          | Oeste                       | Centro               |
| 91  |           | Anadia                      | 28.512           | 3,56 %                     |          | Região de Aveiro            | Centro               |
| 92  |           | Santiago do Cacém           | 28.294           | 1,88 %                     |          | Alentejo Litoral            | Alentejo             |
| 93  |           | Tavira                      | 28.280           | 2,75 %                     |          | Algarve                     | Algarve              |
| 94  |           | Peniche                     | 27.792           | 5,16 %                     |          | Oeste                       | Centro               |
| 95  |           | Estarreja                   | 27.474           | 4,81 %                     |          | Região de Aveiro            | Centro               |
| 96  |           | Fundão                      | 27.285           | 2,95 %                     |          | Beiras e Serra da Estrela   | Centro               |
| 97  |           | Albergaria-a-Velha          | 26.171           | 5,36 %                     |          | Região de Aveiro            | Centro               |
| 98  |           | Tondela                     | 25.957           | 0,18 %                     |          | Beiras e Serra da Estrela   | Centro               |
| 99  |           | Oliveira do Bairro          | 25.779           | 11,44 %                    |          | Região de Aveiro            | Centro               |
| 100 |           | Lagoa                       | 25.535           | 7,63 %                     |          | Algarve                     | Algarve              |
| 101 |           | Vagos                       | 25.167           | 9,97 %                     |          | Região de Aveiro            | Centro               |
| 102 |           | Montemor-o-Velho            | 25.131           | 2,28 %                     |          | Região de Coimbra           | Centro               |
| 103 |           | Cartaxo                     | 24.711           | 6,58 %                     |          | Lezíria do Tejo             | Alentejo             |
| 104 |           | Vizela                      | 24.688           | 3,31 %                     | Braga    | Ave                         | Norte                |
| 105 |           | Porto de Mós                | 24.310           | 4,78 %                     |          | Região de Leiria            | Centro               |
| 106 |           | São João da Madeira         | 24.247           | 9,50 %                     | Aveiro   | Área Metropolitana do Porto | Norte                |
| 107 |           | Lamego                      | 24.037           | 1,13 %                     |          | Douro                       | Norte                |
| 108 |           | Salvaterra de Magos         | 23.827           | 10,27 %                    |          | Lezíria do Tejo             | Alentejo             |
| 109 |           | Azambuja                    | 23.448           | 9,46 %                     |          | Lezíria do Tejo             | Alentejo             |
| 110 |           | Almeirim                    | 23.087           | 4,88 %                     |          | Lezíria do Tejo             | Alentejo             |
| 111 |           | Póvoa de Lanhoso            | 22.931           | 5,31 %                     | Braga    | Ave                         | Norte                |
| 112 |           | Rio Maior                   | 22.678           | 7,97 %                     |          | Lezíria do Tejo             | Centro               |
| 113 |           | Entroncamento               | 22.604           | 12,23 %                    |          | Médio Tejo                  | Centro               |
| 114 |           | Portalegre                  | 21.754           | 2,62 %                     |          | Alto Alentejo               | Alentejo             |
| 115 |           | Seia                        | 21.410           | 1,59 %                     |          | Beiras e Serra da Estrela   | Centro               |
| 116 |           | Mirandela                   | 21.344           | 0,19 %                     |          | Terras de Trás-os-Montes    | Norte                |
| 117 |           | Vale de Cambra              | 21.239           | 0,14 %                     | Aveiro   | Área Metropolitana do Porto | Norte                |
| 118 |           | Arouca                      | 20.826           | 1,51 %                     | Aveiro   | Área Metropolitana do Porto | Norte                |
| 119 |           | Arcos de Valdevez           | 20.819           | 0,49 %                     |          | Alto Minho                  | Norte                |
| 120 |           | Alcochete                   | 20.462           | 6,89 %                     | Setúbal  | Península de Setúbal        | Península de Setúbal |
| 121 |           | Elvas                       | 20.325           | 1,95 %                     |          | Alto Alentejo               | Alentejo             |
| 122 |           | Mealhada                    | 20.023           | 3,49 %                     |          | Região de Coimbra           | Centro               |
| 123 |           | Vila da Praia da Vitória    | 19.862           | 2,05 %                     |          | Açores                      | Açores               |
| 124 |           | Amares                      | 19.782           | 6,38 %                     | Braga    | Cávado                      | Norte                |
| 125 |           | Machico                     | 19.679           | 0,44 %                     |          | Madeira                     | Madeira              |
| 126 |           | Oliveira do Hospital        | 19.610           | 1,01 %                     |          | Região de Coimbra           | Centro               |
| 127 |           | Vila Real de Santo António  | 19.546           | 3,84 %                     |          | Algarve                     | Algarve              |
| 128 |           | Mangualde                   | 18.766           | 2,53 %                     |          | Viseu Dão-Lafões            | Centro               |
| 129 |           | Monção                      | 18.004           | 1,06 %                     |          | Alto Minho                  | Norte                |
| 130 |           | Condeixa-a-Nova             | 17.882           | 6,87 %                     |          | Região de Coimbra           | Centro               |
| 131 |           | Lousã                       | 17.662           | 3,86 %                     |          | Região de Coimbra           | Centro               |
| 132 |           | Celorico de Basto           | 17.637           | 0,03 %                     |          | Tâmega e Sousa              | Norte                |
| 133 |           | Soure                       | 17.302           | 0,24 %                     |          | Região de Coimbra           | Centro               |
| 134 |           | Coruche                     | 17.298           | 0,33 %                     |          | Lezíria do Tejo             | Centro               |
| 135 |           | Cinfães                     | 17.293           | 2,46 %                     |          | Tâmega e Sousa              | Norte                |
| 136 |           | Baião                       | 17.088           | 2,54 %                     |          | Tâmega e Sousa              | Norte                |
| 137 |           | Batalha                     | 16.894           | 8,59 %                     |          | Região de Leiria            | Centro               |
| 138 |           | Caminha                     | 16.604           | 5,11 %                     |          | Alto Minho                  | Norte                |
| 139 |           | Montemor-o-Novo             | 15.912           | 0,72 %                     |          | Alentejo Central            | Alentejo             |
| 140 |           | Nazaré                      | 15.856           | 6,55 %                     |          | Oeste                       | Centro               |
| 141 |           | Arruda dos Vinhos           | 15.752           | 12,58 %                    |          | Oeste                       | Centro               |
| 142 |           | Cabeceiras de Basto         | 15.538           | 0,13 %                     | Braga    | Ave                         | Norte                |
| 143 |           | Castelo de Paiva            | 15.395           | 0,23 %                     |          | Tâmega e Sousa              | Norte                |
| 144 |           | São Pedro do Sul            | 15.296           | 1,05 %                     |          | Viseu Dão-Lafões            | Centro               |
| 145 |           | Lagoa (Açores)              | 15.130           | 6,63 %                     |          | Açores                      | Açores               |
| 146 |           | Ponte de Sor                | 15.123           | 0,82 %                     |          | Alto Alentejo               | Alentejo             |
| 147 |           | Sertã                       | 14.983           | 1,45 %                     |          | Beira Baixa                 | Centro               |
| 148 |           | Sines                       | 14.796           | 4,21 %                     |          | Alentejo Litoral            | Alentejo             |
| 149 |           | Cadaval                     | 14.711           | 10,01 %                    |          | Oeste                       | Centro               |
| 150 |           | Valpaços                    | 14.532           | 1,15 %                     |          | Alto Tâmega                 | Norte                |
| 151 |           | Horta                       | 14.466           | 0,94 %                     |          | Açores                      | Açores               |
| 152 |           | Valença                     | 14.297           | 4,95 %                     |          | Alto Minho                  | Norte                |
| 153 |           | Peso da Régua               | 14.275           | 1,82 %                     |          | Douro                       | Norte                |
| 154 |           | Bombarral                   | 14.272           | 11,97 %                    |          | Oeste                       | Centro               |
| 155 |           | Macedo de Cavaleiros        | 14.253           | 0,01 %                     |          | Terras de Trás-os-Montes    | Norte                |
| 156 |           | Grândola                    | 14.226           | 2,92 %                     |          | Alentejo Litoral            | Alentejo             |
| 157 |           | Castro Daire                | 13.790           | 0,39 %                     |          | Viseu Dão-Lafões            | Centro               |
| 158 |           | Óbidos                      | 13.720           | 15,08 %                    |          | Oeste                       | Centro               |
| 159 |           | Serpa                       | 13.673           | 0,61 %                     |          | Baixo Alentejo              | Alentejo             |
| 160 |           | Nelas                       | 13.508           | 2,97 %                     |          | Viseu Dão-Lafões            | Centro               |
| 161 |           | Moura                       | 13.331           | 0,55 %                     |          | Baixo Alentejo              | Alentejo             |
| 162 |           | Ribeira Brava               | 13.322           | 5,06 %                     |          | Madeira                     | Madeira              |
| 163 |           | Penacova                    | 12.951           | 1,24 %                     |          | Região de Coimbra           | Centro               |
| 164 |           | Alcanena                    | 12.876           | 3,24 %                     |          | Médio Tejo                  | Centro               |
| 165 |           | Mira                        | 12.720           | 5,01 %                     |          | Região de Coimbra           | Centro               |
| 166 |           | Estremoz                    | 12.482           | 1,56 %                     |          | Alentejo Central            | Alentejo             |
| 167 |           | Gouveia                     | 12.301           | 0,65 %                     |          | Beiras e Serra da Estrela   | Centro               |
| 168 |           | Miranda do Corvo            | 12.269           | 2,22 %                     |          | Região de Coimbra           | Centro               |
| 169 |           | Sobral de Monte Agraço      | 12.214           | 15,88 %                    |          | Oeste                       | Centro               |
| 170 |           | Vieira do Minho             | 12.067           | 0,94 %                     | Braga    | Ave                         | Norte                |
| 171 |           | Ansião                      | 11.930           | 2,47 %                     |          | Região de Leiria            | Centro               |
| 172 |           | Vila Pouca de Aguiar        | 11.819           | 0,06 %                     |          | Alto Tâmega                 | Norte                |
| 173 |           | Tábua                       | 11.784           | 5,59 %                     |          | Região de Coimbra           | Centro               |
| 174 |           | São Brás de Alportel        | 11.730           | 4,29 %                     |          | Algarve                     | Algarve              |
| 175 |           | Vendas Novas                | 11.591           | 3,08 %                     |          | Alentejo Central            | Alentejo             |
| 176 |           | Arganil                     | 11.447           | 3,45 %                     |          | Região de Coimbra           | Centro               |
| 177 |           | Calheta                     | 11.377           | 4,23 %                     |          | Madeira                     | Madeira              |
| 178 |           | Murtosa                     | 11.360           | 8,44 %                     |          | Região de Aveiro            | Centro               |
| 179 |           | Sabugal                     | 11.290           | 0,09 %                     |          | Beiras e Serra da Estrela   | Centro               |
| 180 |           | Sátão                       | 11.265           | 2,13 %                     |          | Viseu Dão-Lafões            | Centro               |
| 181 |           | Ponte da Barca              | 11.210           | 1,50 %                     |          | Alto Minho                  | Norte                |
| 182 |           | Alcácer do Sal              | 11.036           | 0,68 %                     |          | Alentejo Litoral            | Alentejo             |
| 183 |           | Sever do Vouga              | 11.023           | 0,36 %                     |          | Região de Aveiro            | Centro               |
| 184 |           | Santa Comba Dão             | 11.022           | 3,58 %                     |          | Viseu Dão-Lafões            | Centro               |
| 185 |           | Vila Franca do Campo        | 10.368           | 0,44 %                     |          | Açores                      | Açores               |
| 186 |           | Alijó                       | 10.296           | 1,81 %                     |          | Douro                       | Norte                |
| 187 |           | Oliveira de Frades          | 9.840            | 3,51 %                     |          | Viseu Dão-Lafões            | Centro               |
| 188 |           | Reguengos de Monsaraz       | 9.840            | 0,31 %                     |          | Alentejo Central            | Alentejo             |
| 189 |           | Vouzela                     | 9.807            | 2,37 %                     |          | Viseu Dão-Lafões            | Centro               |
| 190 |           | Moimenta da Beira           | 9.776            | 3,89 %                     |          | Douro                       | Norte                |
| 191 |           | Resende                     | 9.628            | 4,21 %                     |          | Tâmega e Sousa              | Norte                |
| 192 |           | Vila Nova de Cerveira       | 9.425            | 5,65 %                     |          | Alto Minho                  | Norte                |
| 193 |           | Carregal do Sal             | 9.261            | 2,47 %                     |          | Viseu Dão-Lafões            | Centro               |
| 194 |           | Mortágua                    | 9.104            | 1,57 %                     |          | Região de Coimbra           | Centro               |
| 195 |           | Montalegre                  | 9.100            | 1,74 %                     |          | Alto Tâmega                 | Norte                |
| 196 |           | Aljustrel                   | 8.923            | 0,55 %                     |          | Baixo Alentejo              | Alentejo             |
| 197 |           | Ponta do Sol                | 8.920            | 6,70 %                     |          | Madeira                     | Madeira              |
| 198 |           | Paredes de Coura            | 8.688            | 0,65 %                     |          | Alto Minho                  | Norte                |
| 199 |           | Chamusca                    | 8.549            | 0,22 %                     |          | Lezíria do Tejo             | Alentejo             |
| 200 |           | Idanha-a-Nova               | 8.541            | 2,23 %                     |          | Beira Baixa                 | Centro               |
| 201 |           | Trancoso                    | 8.402            | 0,13 %                     |          | Beiras e Serra da Estrela   | Centro               |
| 202 |           | Mogadouro                   | 8.169            | 1,59 %                     |          | Terras de Trás-os-Montes    | Norte                |
| 203 |           | Ferreira do Zêzere          | 8.115            | 4,04 %                     |          | Médio Tejo                  | Centro               |
| 204 |           | Vila Nova da Barquinha      | 8.032            | 14,48 %                    |          | Médio Tejo                  | Centro               |
| 205 |           | Ferreira do Alentejo        | 7.902            | 2,84 %                     |          | Baixo Alentejo              | Alentejo             |
| 206 |           | Campo Maior                 | 7.877            |                            |          | Alto Alentejo               | Alentejo             |
| 207 |           | Pinhel                      | 7.817            |                            |          | Beiras e Serra da Estrela   | Centro               |
| 208 |           | Tarouca                     | 7.704            | 4,63 %                     |          | Douro                       | Norte                |
| 209 |           | Melgaço                     | 7.557            |                            |          | Alto Minho                  | Norte                |
| 210 |           | Alpiarça                    | 7.493            | 7,43 %                     |          | Lezíria do Tejo             | Alentejo             |
| 211 |           | Penalva do Castelo          | 7.414            | 1,10 %                     |          | Viseu Dão-Lafões            | Centro               |
| 212 |           | Vinhais                     | 7.355            |                            |          | Terras de Trás-os-Montes    | Norte                |
| 213 |           | Vila Viçosa                 | 7.267            |                            |          | Alentejo Central            | Alentejo             |
| 214 |           | Vila Nova de Poiares        | 7.261            | 6,73 %                     |          | Região de Coimbra           | Centro               |
| 215 |           | Proença-a-Nova              | 7.102            |                            |          | Beira Baixa                 | Centro               |
| 216 |           | Castro Marim                | 6.983            | 8,45 %                     |          | Algarve                     | Algarve              |
| 217 |           | Castro Verde                | 6.946            | 1,06 %                     |          | Baixo Alentejo              | Alentejo             |
| 218 |           | Arraiolos                   | 6.870            | 4,00 %                     |          | Alentejo Central            | Alentejo             |
| 219 |           | São João da Pesqueira       | 6.743            |                            |          | Douro                       | Norte                |
| 220 |           | Almodôvar                   | 6.652            |                            |          | Baixo Alentejo              | Alentejo             |
| 221 |           | Torre de Moncorvo           | 6.638            |                            |          | Douro                       | Norte                |
| 222 |           | Celorico da Beira           | 6.635            | 0,79 %                     |          | Beiras e Serra da Estrela   | Centro               |
| 223 |           | Madalena                    | 6.559            | 3,80 %                     |          | Açores                      | Açores               |
| 224 |           | Santana                     | 6.516            |                            |          | Madeira                     | Madeira              |
| 225 |           | Aljezur                     | 6.501            | 7,54 %                     |          | Algarve                     | Algarve              |
| 226 |           | Alvaiázere                  | 6.479            | 3,86 %                     |          | Região de Leiria            | Centro               |
| 227 |           | Mação                       | 6.399            |                            |          | Médio Tejo                  | Centro               |
| 228 |           | Mondim de Basto             | 6.394            |                            |          | Ave                         | Norte                |
| 229 |           | Vila Nova de Foz Côa        | 6.383            | 1,25 %                     |          | Douro                       | Norte                |
| 230 |           | Borba                       | 6.378            |                            |          | Alentejo Central            | Alentejo             |
| 231 |           | Terras de Bouro             | 6.356            |                            | Braga    | Cávado                      | Norte                |
| 232 |           | Redondo                     | 6.290            | 0,06 %                     |          | Alentejo Central            | Alentejo             |
| 233 |           | Belmonte                    | 6.265            | 0,97 %                     |          | Beiras e Serra da Estrela   | Centro               |
| 234 |           | Miranda do Douro            | 6.220            |                            |          | Terras de Trás-os-Montes    | Norte                |
| 235 |           | Mértola                     | 6.066            |                            |          | Baixo Alentejo              | Alentejo             |
| 237 |           | Vila do Bispo               | 6.048            | 5,79 %                     |          | Algarve                     | Algarve              |
| 237 |           | Vila Flor                   | 6.022            |                            |          | Terras de Trás-os-Montes    | Norte                |
| 238 |           | Santa Marta de Penaguião    | 5.949            |                            |          | Douro                       | Norte                |
| 239 |           | Povoação                    | 5.883            | 1,59 %                     |          | Açores                      | Açores               |
| 240 |           | Ribeira de Pena             | 5.840            |                            |          | Alto Tâmega                 | Norte                |
| 241 |           | Sernancelhe                 | 5.818            | 2,21 %                     |          | Douro                       | Norte                |
| 242 |           | Portel                      | 5.734            |                            |          | Alentejo Central            | Alentejo             |
| 243 |           | Porto Santo                 | 5.717            | 11,03 %                    |          | Madeira                     | Madeira              |
| 244 |           | Penela                      | 5.714            | 5,04 %                     |          | Região de Coimbra           | Centro               |
| 245 |           | Armamar                     | 5.635            |                            |          | Douro                       | Norte                |
| 246 |           | Almeida                     | 5.634            |                            |          | Beiras e Serra da Estrela   | Centro               |
| 247 |           | Nisa                        | 5.633            |                            |          | Alto Alentejo               | Alentejo             |
| 248 |           | Sabrosa                     | 5.627            | 1,42 %                     |          | Douro                       | Norte                |
| 249 |           | Viana do Alentejo           | 5.592            | 5,15 %                     |          | Alentejo Central            | Alentejo             |
| 250 |           | Vila do Porto               | 5.504            | 1,81 %                     |          | Açores                      | Açores               |
| 251 |           | Golegã                      | 5.488            | 1,63 %                     |          | Lezíria do Tejo             | Alentejo             |
| 252 |           | Carrazeda de Ansiães        | 5.368            |                            |          | Douro                       | Norte                |
| 253 |           | Monchique                   | 5.337            |                            |          | Algarve                     | Algarve              |
| 254 |           | Aguiar da Beira             | 5.326            | 1,82 %                     |          | Viseu Dão-Lafões            | Centro               |
| 255 |           | Figueiró dos Vinhos         | 5.325            | 0,83 %                     |          | Região de Leiria            | Centro               |
| 256 |           | Vidigueira                  | 5.261            | 1,66 %                     |          | Baixo Alentejo              | Alentejo             |
| 257 |           | Murça                       | 5.229            | 0,31 %                     |          | Douro                       | Norte                |
| 258 |           | São Vicente                 | 5.123            | 5,30 %                     |          | Madeira                     | Madeira              |
| 259 |           | Tabuaço                     | 5.031            | 0,06 %                     |          | Douro                       | Norte                |
| 260 |           | Figueira de Castelo Rodrigo | 5.021            | 2,47 %                     |          | Beiras e Serra da Estrela   | Centro               |
| 261 |           | Alandroal                   | 4.973            | 0,82 %                     |          | Alentejo Central            | Alentejo             |
| 262 |           | Velas                       | 4.949            | 0,26 %                     |          | Açores                      | Açores               |
| 263 |           | Oleiros                     | 4.912            | 0,16 %                     |          | Beira Baixa                 | Centro               |
| 264 |           | Vila Nova de Paiva          | 4.836            | 3,73 %                     |          | Viseu Dão-Lafões            | Centro               |
| 265 |           | Boticas                     | 4.832            | 3,36 %                     |          | Alto Tâmega                 | Norte                |
| 266 |           | Penamacor                   | 4.821            | 1,11 %                     |          | Beira Baixa                 | Centro               |
| 267 |           | Ourique                     | 4.785            | 1,12 %                     |          | Baixo Alentejo              | Alentejo             |
| 268 |           | Mêda                        | 4.594            | 0,78 %                     |          | Beiras e Serra da Estrela   | Centro               |
| 269 |           | Cuba                        | 4.469            | 2,20 %                     |          | Baixo Alentejo              | Alentejo             |
| 270 |           | Nordeste                    | 4.439            | 1,63 %                     |          | Açores                      | Açores               |
| 271 |           | Sousel                      | 4.403            | 0,99 %                     |          | Alto Alentejo               | Alentejo             |
| 272 |           | Fornos de Algodres          | 4.400            | 0,07 %                     |          | Beiras e Serra da Estrela   | Centro               |
| 273 |           | Lajes do Pico               | 4.398            | 1,34 %                     |          | Açores                      | Açores               |
| 274 |           | Pampilhosa da Serra         | 4.182            | 2,45 %                     |          | Região de Coimbra           | Centro               |
| 275 |           | Alfândega da Fé             | 4.178            | 3,38 %                     |          | Terras de Trás-os-Montes    | Norte                |
| 276 |           | Vimioso                     | 4.174            | 0,60 %                     |          | Terras de Trás-os-Montes    | Norte                |
| 277 |           | Mora                        | 4.161            | 0,63 %                     |          | Alentejo Central            | Alentejo             |
| 278 |           | Santa Cruz da Graciosa      | 4.070            | 0,49 %                     |          | Açores                      | Açores               |
| 279 |           | Constância                  | 4.020            | 5,85 %                     |          | Médio Tejo                  | Centro               |
| 280 |           | Góis                        | 3.822            | 0,29 %                     |          | Região de Coimbra           | Centro               |
| 281 |           | Avis                        | 3.759            | 1,39 %                     |          | Alto Alentejo               | Alentejo             |
| 282 |           | Pedrógão Grande             | 3.718            | 9,68 %                     |          | Região de Leiria            | Centro               |
| 283 |           | Sardoal                     | 3.638            | 3,56 %                     |          | Médio Tejo                  | Centro               |
| 284 |           | Vila Velha de Ródão         | 3.577            | 8,89 %                     |          | Beira Baixa                 | Centro               |
| 285 |           | Calheta (Açores)            | 3.486            | 1,43 %                     |          | Açores                      | Açores               |
| 286 |           | São Roque do Pico           | 3.461            | 7,48 %                     |          | Açores                      | Açores               |
| 287 |           | Vila de Rei                 | 3.455            | 5,37 %                     |          | Beira Baixa                 | Centro               |
| 288 |           | Mesão Frio                  | 3.449            | 2,76 %                     |          | Douro                       | Norte                |
| 289 |           | Gavião                      | 3.263            | 3,86 %                     |          | Alto Alentejo               | Alentejo             |
| 290 |           | Crato                       | 3.249            | 0,74 %                     |          | Alto Alentejo               | Alentejo             |
| 291 |           | Alter do Chão               | 3.222            | 5,85 %                     |          | Alto Alentejo               | Alentejo             |
| 292 |           | Castelo de Vide             | 3.180            | 2,05 %                     |          | Alto Alentejo               | Alentejo             |
| 293 |           | Freixo de Espada à Cinta    | 3.058            | 4,91 %                     |          | Douro                       | Norte                |
| 294 |           | Marvão                      | 3.020            | 0,03 %                     |          | Alto Alentejo               | Alentejo             |
| 295 |           | Monforte                    | 3.017            | 0,84 %                     |          | Alto Alentejo               | Alentejo             |
| 296 |           | Fronteira                   | 2.974            | 4,06 %                     |          | Alto Alentejo               | Alentejo             |
| 297 |           | Manteigas                   | 2.951            | 1,44 %                     |          | Beiras e Serra da Estrela   | Centro               |
| 298 |           | Penedono                    | 2.808            | 2,56 %                     |          | Douro                       | Norte                |
| 299 |           | Arronches                   | 2.767            | 0,79 %                     |          | Alto Alentejo               | Alentejo             |
| 300 |           | Castanheira de Pera         | 2.756            | 4,20 %                     |          | Região de Leiria            | Centro               |
| 301 |           | Porto Moniz                 | 2.598            | 3,22 %                     |          | Madeira                     | Madeira              |
| 302 |           | Mourão                      | 2.432            | 3,45 %                     |          | Alentejo Central            | Alentejo             |
| 303 |           | Alcoutim                    | 2.401            | 4,84 %                     |          | Algarve                     | Algarve              |
| 304 |           | Alvito                      | 2.303            | 1,01 %                     |          | Baixo Alentejo              | Alentejo             |
| 305 |           | Santa Cruz das Flores       | 2.114            | 4,65 %                     |          | Açores                      | Açores               |
| 306 |           | Lajes das Flores            | 1.456            | 3,41 %                     |          | Açores                      | Açores               |
| 307 |           | Barrancos                   | 1.415            | 1,60 %                     |          | Baixo Alentejo              | Alentejo             |
| 308 |           | Corvo                       | 437              | 13,80 %                    |          | Açores                      | Açores               |